# Lain (Yonne)
Lain település Franciaországban, Yonne megyében. Lakosainak száma 178 fő (2022. január 1.). Lain Levis, Fontenoy, Saints-en-Puisaye, Sementron, Sougères-en-Puisaye és Thury községekkel határos.

## Népesség
A település népességének változása:
| Lakosok száma | 172  | 179  | 185  | 182  | 184  | 186  | 185  | 183  | 178  |
|               | 2013 | 2015 | 2016 | 2017 | 2018 | 2019 | 2020 | 2021 | 2022 |